# Adolphe d’Ennery

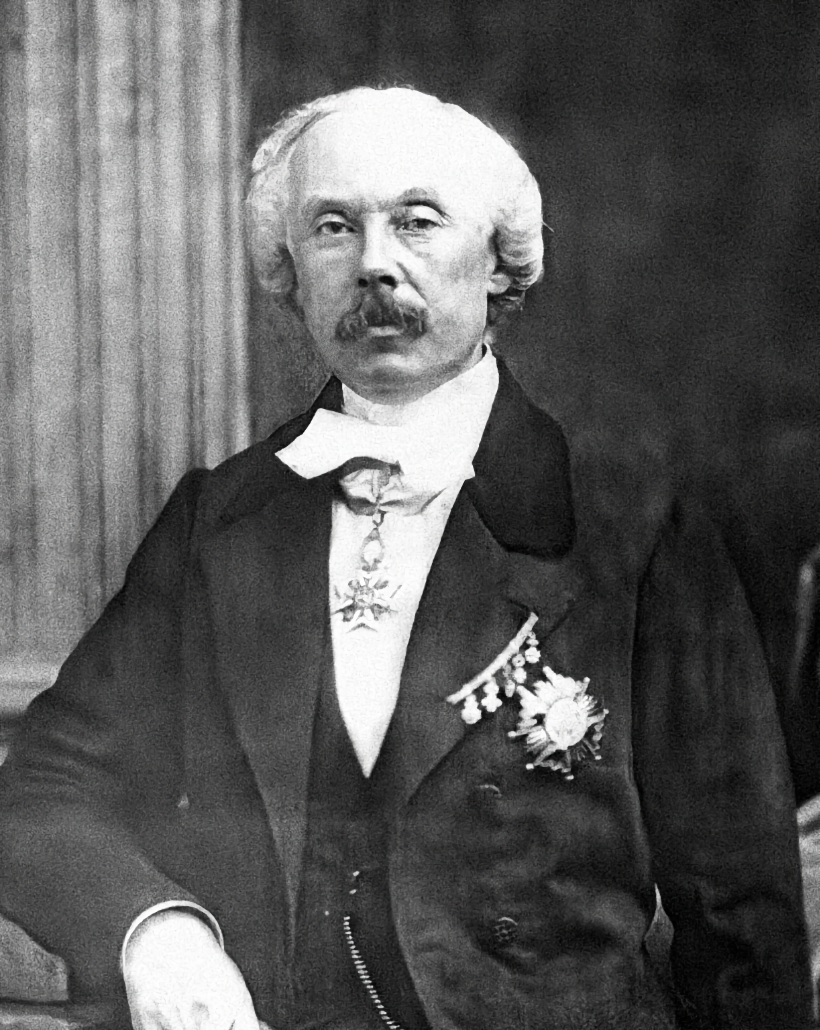
Adolphe d’Ennery (1895)

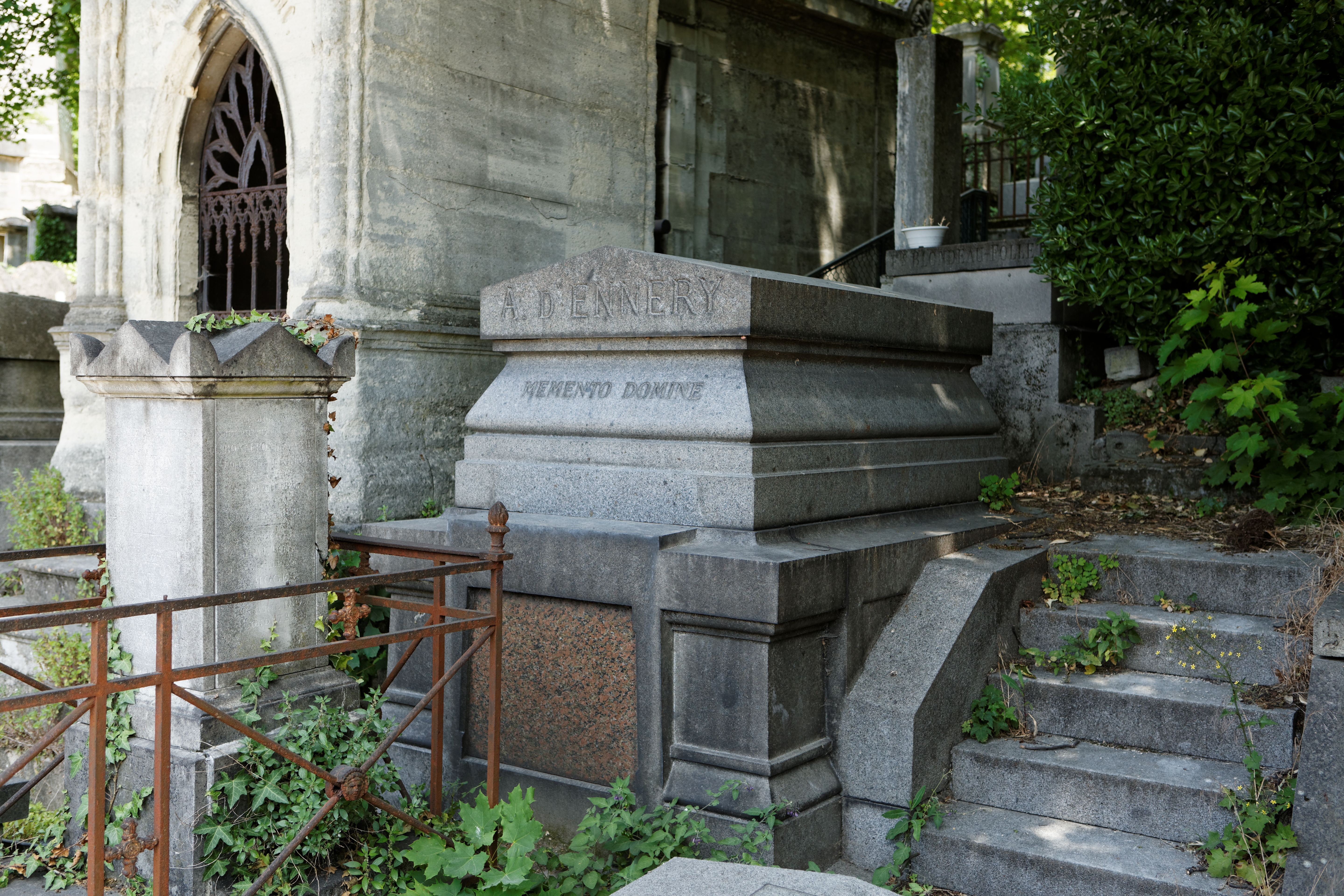
D’Ennerys Grab auf dem Pariser Friedhof Père-Lachaise

Adolphe Dennery oder d’Ennery (* 17. Juni 1811 in Paris, Faubourg du Temple; † 25. Januar 1899 in Paris; eigentlich Adolphe Philippe) war ein französischer Bühnenautor, der zahlreiche Dramen, Opernlibretti, Lustspiele und Vaudevilles sowie gelegentlich auch Romane nach dramatischen Stoffen verfasste.

## Leben und Wirken
Adolphe Philippe war der uneheliche Sohn des in Mainz geborenen Juden Jacob Philippe (1765–1869) und Guiton Dennery (1785–?), die ein Jahr nach seiner Geburt heirateten, worauf er am 10. Januar 1860 das Recht erhielt, den abgeänderten Familiennamen seiner Mutter zu tragen. Er war zunächst Schreiber bei einem Notar, versuchte sich aber auch als Maler und Journalist und erreichte 1831 mit einigen Stücken auf einem Boulevardtheater die ersten Bühnenerfolge. Als Bühnenautor unterzeichnete er zunächst als Adolphe Dennery, später bei zunehmendem Erfolg mit dem Adelspseudonym Adolphe d’Ennery.
D’Ennery konnte sich über rund fünfzig Jahre als einer der erfolgreichsten Melodramatiker Frankreichs behaupten. Die Zahl seiner Stücke, die er teils in Gemeinschaft mit anderen Autoren, teils allein verfasste, beträgt etwa 200. Zu seinen Mitarbeitern gehörten unter anderem Alexandre Dumas, Jules-Henri Brésil, Auguste Anicet-Bourgeois, Eugène Cormon, Louis Gallet (1835–1898), Eugène Grangé, Edouard Plouvier, Paul Foucher, Louis François Clairville, Hector Crémieux, Jules Verne.
Der Stoff seines heute noch bekanntesten, gemeinsam mit Eugène Cormon verfassten Stückes, Les deux orphelines (1873), das er auch als Roman zunächst in Heftform und dann als Buch (1895) erscheinen ließ, wurde im 20. Jahrhundert mehrfach verfilmt (1921 als Stummfilm Zwei Waisen im Sturm (Orphans of the Storm) von D. W. Griffith auf der Grundlage des Romans, 1932 als Les deux orphelins von Maurice Tourneur nach dem Bühnentext, 1965 als Le due orfanelle von Riccardo Freda, 1995 in freier Anknüpfung an den Romanstoff als Les deux orphelines vampires von Jean Rollin). Auch der erste amerikanische Film von Ernst Lubitsch, Rosita (1923), geht zurück auf den von d’Ennery mehrfach, zuerst als Drama in fünf Akten (Erstaufführung 1844, Druck 1845) bearbeiteten Stoff Don César de Bazan, der auch die Vorlage für die gleichnamige Komische Oper in drei Akten (1872) von Jules Massenet bildete.
D’Ennery war auch als Unternehmer erfolgreich. Nachdem bereits Henri Durand-Morimbaud und Achile Colin, der Leiter des Pariser Théâtre de la Porte Saint-Martin, 1853 versucht hatten, im normannischen Cabourg ein Seebad für Pariser Touristen zu gründen, hierbei aber bald Bankrott erlitten, nahm d’Ennery dieses Projekt wieder auf, ließ unter anderem ein Strandhotel (1861) und ein neues Kasino (1867) errichten, wurde auch Bürgermeister von Cabourg und trug maßgeblich dazu bei, dass der Ort sich zeitweise zu einem der beliebtesten, zu d’Ennerys Zeit besonders von Pariser Theaterleuten, Schriftstellern und Künstlern besuchten Seebäder der Normandie entwickeln konnte.

## Werke (Auswahl)

### Dramen und Melodramen
- Emile, ou le fils d’un pair de France (1831), Co-Autor Charles Desnoyer
- L’honneur de ma fille (1835)
- Gaspar Hauser (1838), Co-Autor Anicet Bourgeois
- Le tremblement de terre de la Martinique (1840)
- La grâce de Dieu, ou la nouvelle Fanchon, dt. Fanchon, das Leiermädchen
- La perle de Savoie (1842)
- Les bohémiens de Paris (1843), Co-Autor: Eugène Grangé
- Le marché de Londres (1845)
- Marie Jeanne (1845), dt. Marie Anne, ein Weib aus dem Volk
- L’Angelus (1846)
- Gastibelza, ou le Fou de Tolède (1847), Co-Autor: Eugène Cormon, Musik: Aimé Maillart
- Paillasse (1850), Co-Autor: Marc-Fournier (d. i. Jean Louis Marc Fournier), dt. Bajazzo
- La croix de Marie (1852), Co-Autor: Lockroy (d. i. Joseph Philippe Simon), Musik: Aimé Maillart
- La Bergère des Alpes (1852), Co-Autor: Charles Desnoyer
- Les oiseaux de proie (1854)
- Faust (1858), Musik von Arthus Laguy
- L’histoire d’un drapeau (1860)
- La prise de Pékin (1861)
- Les deux orphelines (1873)
- Le tour du monde en quatre-vingts jours (1874), Co-Autor: Jules Verne
- Les enfants du capitaine Grant (1878), Co-Autor: Jules Verne
- Michel Strogoff (1880), Co-Autor: Jules Verne

### Lustspiele und Vaudevilles
- Le changement daniforme (1836)
- La dette à la bamhoche (1841)
- Paris voleur (1844)
- Le mari anonyme (1847)
- Les mémoires de Richelieu (1853)

### Feerien
- Si j’étais roi (1852), Co-Autor: Jules-Henri Brésil, Musik: Adolphe Adam, dt. Wenn ich König wär’
- Les sept merveilles du monde (1850), Co-Autor: Eugène Grangé
- Les 500 diables (1854)
- Aladdin, ou la lampe mervellieuse (1863)
- La comtesse de Lerins (1876)
- Le tribut de Zamora (1881), Musik: Charles Gounod